# Chlorissa palaestinensis
Chlorissa palaestinensis là một loài bướm đêm trong họ Geometridae.